# Empire Records
Empire Records – polska wytwórnia muzyczna, założona w 2001 roku przez Mariusza Kmiołka. Wytwórnia była bezpośrednio związana z powstałym w 1986 roku magazynem muzycznym Thrash'em All, do którego były dołączane wydawane nakładem Empire Records płyty.
W 2008 roku firma została zamknięta wraz z ostatnim numerem magazynu Thrash'em All, który ukazał się 5 lipca tego samego roku.
Dla wytwórni płyty wydały zespoły takie jak Chainsaw, Horrorscope, Vader, Vesania, Esqarial, Naumachia, Sammath Naur, Atrophia Red Sun, Totem, Pyorrhoea, Trauma, Sceptic, Belfegor, Anal Stench, Spinal Cord, Contempt, Parricide czy Excommunion.